# Фернардо Гидичели
Фернандо Рубенс Паси Гидичели - у Бразилу је често само Фернандо - (1. март 1906, Рио де Жанеиро - 28. децембар 1968, Рио де Жанеиро) је био бразилски фудбалер. Учествовао је на Светском првенству 1930. године и играо је за клубове у Бразилу, Италији, Швајцарској, Француској, Португалији и Шпанији. Такође је деловао као агент играча и подстакао бројне сеобе играча из Јужне Америке у Европу. Био је познат по морнарској капи коју је носио током играња. 

## Каријера
Гидичели је рођен у Рио де Жанеиру. Технички надарен централни везиста италијанског порекла, каријеру је наводно започео око 1924. године у ФК America на северу Рио де Жанеира, тада једним од најбољих клубова фудбала Кариока. У јулу 1927. прешао је на југ и придружио се ФК Флуминенсе, за који је играо 90 пута до јуна 1931.
На Светском првенству 1930. у Уругвају, дебитовао је за фудбалску репрезентацију Бразила, у утакмици коју је изгубила са 1:2 против Југославије. Играо је и у другом мечу у којем је Бразил савладао Боливију са 4: 0. Његов трећи и последњи меч у националној утакмици догодио се у августу исте године, када је Бразил савладао Југославију у Рију 4:1. Југословенски фудбалски савез овај меч није сматрао званичним.
Између јуна и августа 1931, он и неколико играча из ФК Ботафого, појачали су ФК Васко да Гама, такође из Рија, на путу у Европу - једином другом путовању бразилског клуба у Европу од путовања Club Athletico Paulistano 1925. У дванаест утакмица у Португалији и Шпанији - између осталих против ФК Барселона, ФК Порто, ФК Бенфика и ФК Спортинг из Лисабона - Васко је тренирао Хари Велфер осам пута.
Фернандо Гидичели остао је у Европи и изабрао је да игра као професионалац у Италији - фудбал у Рију је тада још увек био аматерски спорт - за ФК Торино. То је могао и да ради, јер су га сматрали ориундом, италијанским емигрантом који се вратио кући. Његова одлична техника наишла је на велико признање, међутим, његов недостатак борбеног духа био је широко критикован и сматран недостатком у контексту стила фудбала који се тада играо у Италији. Гидичели је играо од септембра 1931. до априла 1933. за Торино. У првој сезони када је Торино постао осми у лиги, генерално је био део стандардне формације, играо је 28 пута, са једним голом. 1932/33 Торино је завршио на седмом месту, Гидичели је играо само дванаест пута. Након ове сезоне Торино га је отпустио.
Између сезона 1931/32 и 32/33 провео је неко време опет у Рију. Тамо је убедио Демостенеса Магалеса, свог наследника у средини клуба Флуминенсе, да му се придружи у Торину. Демостенес је променио име у Демостене Бертини и тако добио, бар у почетку, право на италијанско порекло. Такође у паузи између неколико следећих сезона, активно је регрутовао играче из Јужне Америке за европске ангажмане. Нападач центра Атилио Бернаскони из ФК All Boys из Буенос Ајреса преселио се на Гидичелијеву иницијативу 1933. године у Торино.
Прича се да је након тога Гидичели имао понуду да се прикључи аргентинском ФК Ривер Плејт у Буенос Ајресу, међутим на почетку сезоне 1933/34 придружио се тадашњем швајцарском прволигашком клубу Young Fellows Juventus  где је 1933. играо "Црно чудо" Фаусто дос Сантос, још један учесник Светског купа 1930. и Васковог путовања у Европу 1931. године. У зимској паузи вратио се у Рио, наводно покушавајући да регрутује играче за Швајцарску. Гидичели се није вратио у Цирих, већ је виђен да игра у Рију за ФК America уз Хеитора Каналија - учесника Светског купа 1934. који је са Торином започео сезону 1933/34 и тамо играо девет пута, али је климу у северној Италији сматрао „мучењем".
1934/35 Фернандо Гидичели играо је у Бордоу у Француској, вероватно за ФК Бордо. На крају сезоне вратио се још једном у Бразил, овог пута убедивши још неке играче у могућности које их чекају у Италији. Након пловидбе преко Атлантика, прво пристаниште било им је Лисабон, где су добили вести о почетку Другог италијанско-абисинског рата. Стога су одлучили да неће наставити пут до свог предвиђеног одредишта. Међутим, убрзо их је преузео ФК Спортинг где су били први Бразилци у клупској историји.
Гидичели је требало да игра само две утакмице за Лисабонски клуб: једну пријатељску и утакмицу за првенство Лисабона, где је избачен након разговора са судијом. 
Фернандо је прешао у Реал Мадрид, постајући први Бразилац у историји клуба. Децембра 1935. играо је против Расинг Сантандера - једини лигашки меч за клуб. Након тога имао је проблеме са тренером, који га је због тога суспендовао.
У јануару 1936. године био је у Француској, играјући за ФК Antibes последњи клуб за који је одиграо 10 мечева прве дивизије постигавши један гол до краја сезоне 1935/35.  Године 1936/37 одиграо је још 19 мечева за Antibes у којима је постигао седам голова. Antibes је завршио сезону на 13. месту.